# ベイクウェルタルト

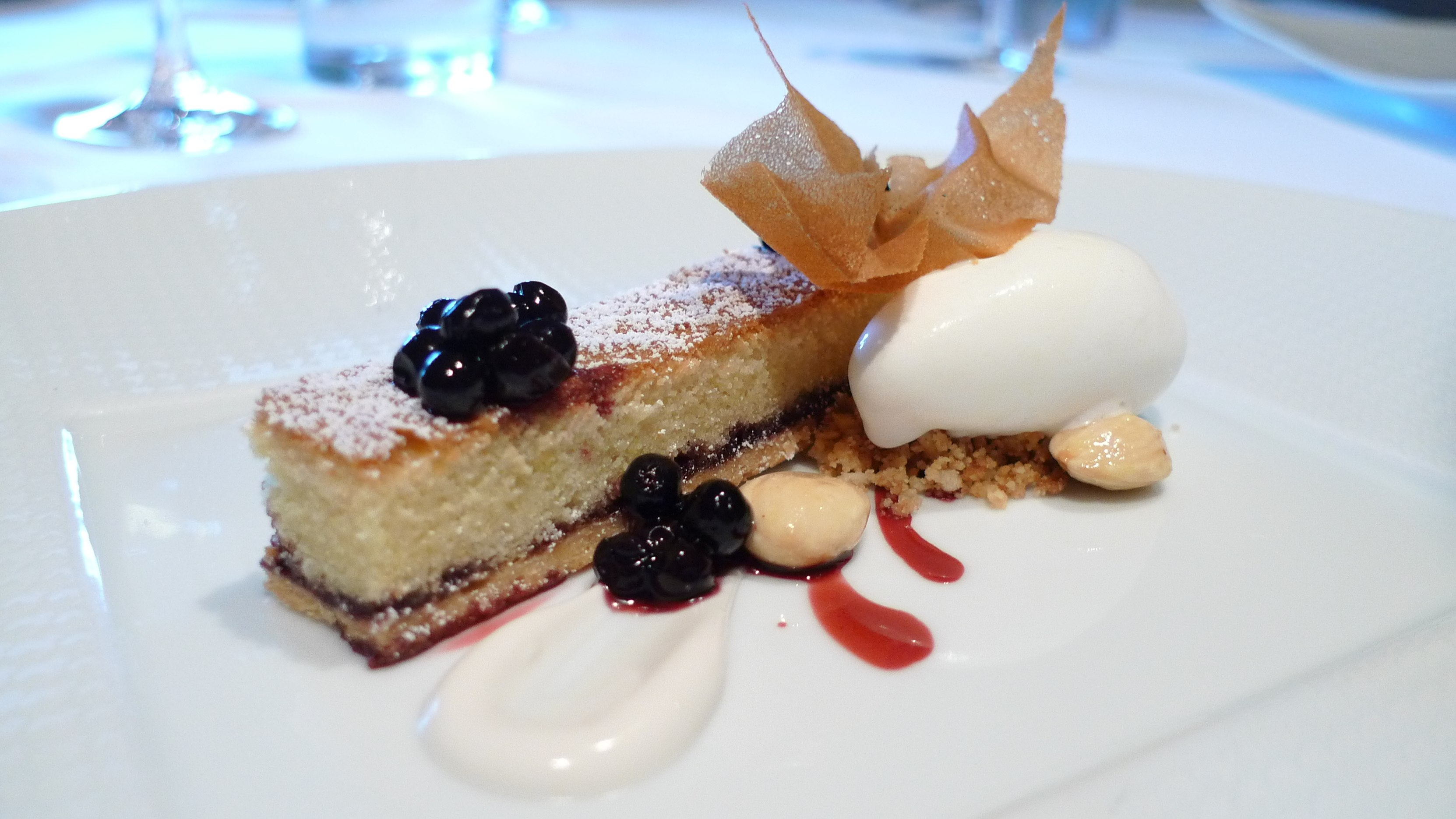
カリフォルニア州の店フレンチ・ランドリーで提供されている、ハックルベリー、マルコナアーモンド、クレームフレーシュシャーベットがついたベイクウェルタルトの一種

ベイクウェルタルト(英語: Bakewell tart)は、ショートクラスト生地を敷いた上にジャムやフランジパーヌの層をのせ、さらにトッピングとしてアーモンドフレークを加えたイングランドの砂糖菓子。ベイクウェルプディングの一種である。

## 来歴
ベイクウェルタルトは20世紀にベイクウェルプディングから派生していったものである。「ベイクウェルタルト」と「ベイクウェルプディング」はどちらも同じような菓子を指して使われる語だが、本来それぞれの名称は互いに異なる特定のデザートレシピを指すものである。ベイクウェルタルトはダービーシャーにあるベイクウェルの街と密接な結びつきがあるが、ここが発祥地であるという証拠は無い。ベイクウェルタルトは英国中のケーキ店やスーパーマーケットで買うことができる。

## 派生形

### チェリーベイクウェル

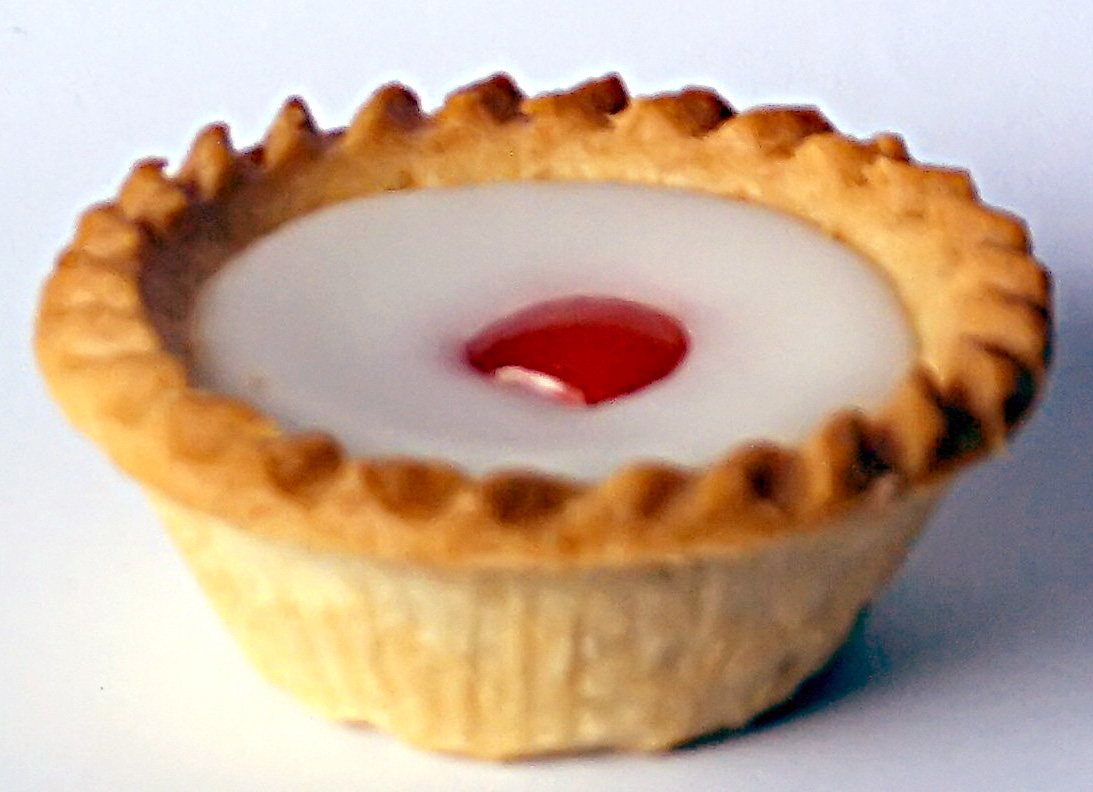
店で売られているチェリー・ベイクウェル

チェリーベイクウェルはベイクウェルケーキとも呼ばれており、ベイクウェルタルトの一種である。最上層でフランジパーヌがアーモンド風味のフォンダンで覆われており、上に砂糖漬けのサクランボを半分にカットしたものがひとつのっている。

### グロスタータルト
グロスターでは似たタルトが作られており、米粉、ラズベリージャム、アーモンドエッセンスが使われていた。2013年にグロスター評議会のリーダーであるポール・ジェイムズはグロスターの歴史書で「グロスタータルト」のレシピを発見した。グロスター博物館がレシピを再現し、博物館の支援者に無料のグロスタータルトをふるまった。